# 心源寺
心源寺（朝鲜语：／），位於朝鮮黃海北道燕灘郡，建於1200多年以前。其中心建築為普光殿，採用鼓肚柱和包式枓栱；清風樓採用上細下粗的柱子。心源寺顯示了古代朝鮮的綜合建築技術。
朝鮮民主主義人民共和國政府以燕灘心源寺之名，將其收入第91號國寶。